# Ойнаку (комуна)
Ойнаку (рум. Oinacu) — комуна у повіті Джурджу в Румунії. До складу комуни входять такі села (дані про населення за 2002 рік):
- Браніштя (1883 особи)
- Комаска
- Ойнаку (2066 осіб)

Комуна розташована на відстані 53 км на південь від Бухареста, 7 км на північний схід від Джурджу.

## Населення
За даними перепису населення 2002 року у комуні проживали 3949 осіб. Усі жителі комуни рідною мовою назвали румунську.
Національний склад населення комуни:
| Національність | Кількість осіб | Відсоток |
| -------------- | -------------- | -------- |
| румуни         | 3934           | 99,6%    |
| цигани         | 15             | 0,4%     |

Склад населення комуни за віросповіданням:
| Релігія        | Кількість осіб | Відсоток |
| -------------- | -------------- | -------- |
| православні    | 3361           | 85,1%    |
| адвентисти     | 582            | 14,7%    |
| римо-католики  | 2              | 0,1%     |
| греко-католики | 2              | 0,1%     |
| бретрени       | 1              | < 0,1%   |
| атеїсти        | 1              | < 0,1%   |